# Gévero Markiet
Gévero Markiet (8 aprile 1991) è un calciatore olandese, difensore dell'AFC.

## Carriera
Ha esordito con l'Utrecht in Eredivisie nella stagione 2008-2009.